# Comté de Nicholas (Kentucky)
Pour les articles homonymes, voir Comté de Nicholas.
Le comté de Nicholas est un comté de l'État du Kentucky, aux États-Unis. Fondé en 1799, il a été nommé d'après George Nicholas. Son siège est Carlisle.